# 蒙特亚古多德拉斯维卡里亚斯
蒙特亚古多德拉斯维卡里亚斯，是西班牙卡斯蒂利亚-莱昂索里亚省的一个市镇。总面积97平方公里，总人口265人（2001年），人口密度3人/平方公里。